# Roaming Shores
Roaming Shores is een plaats (village) in de Amerikaanse staat Ohio, en valt bestuurlijk gezien onder Ashtabula County.

## Demografie
Bij de volkstelling in 2000 werd het aantal inwoners vastgesteld op 1239.
In 2006 is het aantal inwoners door het United States Census Bureau geschat op 1220, een daling van 19 (-1.5%).

## Geografie
Volgens het United States Census Bureau beslaat de plaats een oppervlakte van
7,3 km², waarvan 5,4 km² land en 1,9 km² water.

## Plaatsen in de nabije omgeving
De onderstaande figuur toont nabijgelegen plaatsen in een straal van 24 km rond Roaming Shores.